# 守护英雄
《守护英雄》是一款由Treasure制作、世嘉发行的清版动作游戏。游戏于1996年1月25日在世嘉土星北美地区发行，于1月26日在日本发行。
游戏除了故事模式之外，还包括对战模式。在每场战役之中，玩家可以获得经验值。
游戏收到好评。《电子游戏月刊》赞扬了游戏的连击，多重路径以及包括一个对战模式。
2011年10月12日，推出本作的HD化版本《守護者列傳HD》，於Xbox 360上的Xbox Live Arcade發售數位版。

## 概要
本作是設定於一個劍與魔法的世界觀的動作RPG遊戲，故事模式最多可供兩名玩家遊玩，對戰模式在世嘉土星的搭配裝置上可供最多六名玩家使用。
劇情進展會依據玩家在遊戲中的對話抉擇產生分歧，擁有三十個舞台關卡與多個故事結局，想在一週目內體驗到所有劇情是不可能的。遊戲採用了RPG遊戲的經驗值，玩家角色的戰鬥、使用魔法都能獲取一定的經驗值提升等級得到相應點數來讓人物能力值上升。
可操控角色都有衝刺、防守、空中防禦的動作，還能用手柄輸入特定指令施展各種技巧，令遊戲充滿了格鬥遊戲的要素，充分符合遊戲宣傳當時所喊出的「格鬥RPG」的口號。
本作的另一個特徵是在戰鬥區域上對於空間縱深的使用，玩家角色可在遊戲畫面的近、中、遠三條線上以跳躍的動作來回穿梭，可藉此躲避敵人的圍攻和清理不同線上的敵人。

## 故事簡介
主角們是一個四人冒險小隊：前王國青騎士團成員的哈恩、自稱超魔導士的少年蘭迪、僧侶少女妮可、忍者銀次郎，他們正因為得到了「傳說之劍」而欣喜不已，身著赤色鎧甲的女騎士瑟蕾娜卻突然闖入他們住的旅館，表示王國的軍隊正趕來要搶奪「傳說之劍」，眾人且戰且逃的情況下在城外的墓地遇見王國開發的魔導兵器擋路，在前後皆有敵人包夾的危機之時，「傳說之劍」突然覺醒，將在過去被稱為「劍之時代」的英雄以不死者的姿態從墓地裡呼喚出來，在手持「傳說之劍」的不死英雄的協助下，主角們開始與王國軍交戰，並逐漸揭開了圍繞在王國之中的陰謀與過去……

## 续作
2004年，本作的续作《守护英雄A》在掌机平台Game Boy Advance发售。本作依旧由Treasure制作，但是由于原发行商世嘉并未再担任发行商，而由Treasure自己担任。